# 811
811(팔백십일)은 810보다 크고 812보다 작은 자연수다.

## 수학
- 141번째 소수(素數)다. 앞의 소수는 쌍둥이 소수인 809, 다음 소수는 821이다.
- {\displaystyle 811=151+157+163+167+173}
  - 연속하는 소수(素數) 5개의 합으로 나타낼 수 있으며, 이 성질을 지닌 앞의 수는 787, 다음 수는 839다.
- {\displaystyle 811=9^{2}+10^{2}+11^{2}+12^{2}+13^{2}+14^{2}}
  - 연속하는 자연수 6개의 제곱합으로 나타낼 수 있으며, 이 성질을 지닌 앞의 수는 679, 다음 수는 955다.

## 과학
- NGC 811(영어판): 고래자리 방향에 있는 타원은하.
- 811 나우하이마(영어판): 소행성.

## 교통

### 항공
- 유나이티드 항공 811편 해치 탈락 사고

### 철도
- 수도권 전철 8호선 천호역의 역번호.

### 도로
- 오토루트 811호선(프랑스어판): 카르크푸(프랑스어판)에서 생루스쉬르루아르(프랑스어판)까지 이어지는 프랑스의 고속도로.
- 811번 지방도: 전라남도 무안군 몽탄면에서 함평군 손불면까지 이어지는 대한민국의 지방도.

## 문화유산
- 대한민국의 보물 제811호: 경복궁 아미산 굴뚝

## 기타
- 날짜: 8월 11일
- 연도: 811년, 기원전 811년
- 811 메인(영어판): 텍사스주 휴스턴에 있는 사무용 건물.
- 811 텐스 애비뉴(영어판): 미국 뉴욕주 맨해튼에 있는 사무용 건물.